# Championnats du monde junior de ski nordique 2020
Navigation
Édition précédente Édition suivante
Les 53e Championnats du monde juniors de ski nordique ont lieu du 28 février au 8 mars à Oberwiesenthal (Allemagne). Ils sont couplés avec les 15e Championnats du monde de ski de fond des moins de 23 ans. Les compétitions de ski de fond se déroulent à la Sparkassen-Skiarena (de). Les compétitions de saut ont lieu sur le tremplin de Fichtelberg (de).

## Ski de fond, moins de 23 ans

### Épreuves masculines

#### Sprint en style libre
| Rang | Athlète                 |
| ---- | ----------------------- |
| 1    | Vebjørn Hegdal          |
| 2    | Mattia Armellini        |
| 3    | Harald Østberg Amundsen |
| 4    | Alexander Terentieff    |
| 5    | Denis Filimonov         |
| 6    | Richard Leupold         |
| 7    | Janosch Brugger         |
| 8    | Arnaud Chautemps        |
| 9    | Gustav Aflodal          |
| 10   | Theo Schely             |
| 11   | Janik Riebli            |
| 12   | Hugo Jacobsson          |

L'épreuve a eu lieu le 1er mars.
71 fondeurs au départ.

#### 15 km classique
| Rang | Athlète                 | Temps           |
| ---- | ----------------------- | --------------- |
| 1    | Sergei Ardaschew        | 36 min 26 s 400 |
| 2    | Harald Østberg Amundsen | 37 min 28 s 400 |
| 3    | Hugo Lapalus            | 38 min 2 s 000  |
| 4    | Janosch Brugger         | 38 min 6 s 500  |
| 5    | Lea Johansson           | 38 min 14 s 600 |
| 6    | Håvard Moseby           | 38 min 15 s 000 |
| 7    | Fredrik Andersson       | 38 min 26 s 700 |
| 8    | Hunter Wonders          | 38 min 29 s 500 |
| 9    | Andrei Kusnezow         | 38 min 33 s 400 |
| 10   | Simone Dapra            | 38 min 40 s 000 |

L'épreuve a eu lieu le 3 mars.
69 fondeurs au départ.

#### 30 km style libre, départ en ligne
| Rang | Athlète                   | Temps               |
| ---- | ------------------------- | ------------------- |
| 1    | Harald Østberg Amundsen   | 1 h 12 min 42 s 000 |
| 2    | Sergey Ardashev           | 1 h 12 min 49 s 400 |
| 3    | Håvard Moseby             | 1 h 13 min 22 s 500 |
| 4    | Thomas Bucher-Johannessen | 1 h 13 min 54 s 700 |
| 5    | Simone Dapra              | 1 h 14 min 33 s 500 |
| 6    | Jon Rolf Skamo Hope       | 1 h 15 min 9 s 600  |
| 7    | Arnaud Chautemps          | 1 h 15 min 43 s 500 |
| 8    | Fredrik Andersson         | 1 h 15 min 46 s 000 |
| 9    | Raimo Vigants             | 1 h 15 min 48 s 600 |
| 10   | Martin Coradazzi          | 1 h 15 min 49 s 500 |

L'épreuve a eu lieu le 5 mars.
61 fondeurs ont pris le départ.

### Épreuves féminines

#### Sprint en style libre
| Rang | Athlète            |
| ---- | ------------------ |
| 1    | Emma Ribom         |
| 2    | Johanna Hagstrom   |
| 3    | Julia Noyau        |
| 4    | Lena Quintin       |
| 5    | Kateřina Janatová  |
| 6    | Antonia Fräbel     |
| 7    | Christina Mazokina |
| 8    | Zuzana Holikova    |
| 9    | Mathilde Myhrvold  |
| 10   | Cristina Pittin    |
| 11   | Weronika Kaleta    |
| 12   | Nina Dubotolkina   |

L'épreuve a eu lieu le 1er mars.
54 fondeuses au départ.

#### 10 km classique
| Rang | Athlète                | Temps           |
| ---- | ---------------------- | --------------- |
| 1    | Ebba Andersson         | 28 min 28 s 700 |
| 2    | Marte Mæhlum Johansen  | 28 min 53 s 500 |
| 3    | Emma Ribom             | 28 min 58 s 900 |
| 4    | Julia Noyau            | 29 min 6 s 700  |
| 5    | Christina Mazokina     | 29 min 7 s 200  |
| 6    | Antonia Fräbel         | 29 min 19 s 000 |
| 7    | Hailey Swirbul         | 29 min 32 s 500 |
| 8    | Vilma Nissinen         | 29 min 35 s 400 |
| 9    | Hedda Østberg Amundsen | 29 min 43 s 000 |
| 10   | Nina Dubotolkina       | 29 min 44 s 300 |

L'épreuve a eu lieu le 3 mars.
55 fondeuses au départ.

#### 15 km, style libre, départ en ligne
| Rang | Athlète                | Temps           |
| ---- | ---------------------- | --------------- |
| 1    | Ebba Andersson         | 35 min 44 s 400 |
| 2    | Moa Lundgren           | 36 min 21 s 500 |
| 3    | Emma Ribom             | 36 min 29 s 600 |
| 4    | Flora Dolci            | 36 min 40 s 200 |
| 5    | Chi Chunxue            | 37 min 13 s 100 |
| 6    | Moa Olsson             | 37 min 17 s 300 |
| 7    | Hedda Østberg Amundsen | 37 min 23 s 200 |
| 8    | Anna Comarella         | 37 min 24 s 500 |
| 9    | Nina Dubotolkina       | 37 min 35 s 000 |
| 10   | Francesca Franchi      | 37 min 35 s 300 |

L'épreuve a eu lieu le 5 mars.
53 fondeuses ont pris le départ.

### Épreuve mixte par équipes
4 × 5 km
| Rang | Équipe                                                                                             | Temps total     |
| ---- | -------------------------------------------------------------------------------------------------- | --------------- |
| 1    | Norvège - Marte Mæhlum Johansen - Håvard Moseby - Harald Østberg Amundsen - Hedda Østberg Amundsen | 54 min 40 s 500 |
| 2    | Russie - Christina Mazokina - Sergey Ardashev - Denis Filimonov - Nina Dubotolkina                 | 55 min 7 s 200  |
| 3    | Italie - Anna Comarella - Simone Dapra - Martin Coradazzi - Francesca Franchi                      | 55 min 20 s 700 |
| 4    | Suède - Johanna Hagström - Leo Johansson - Fredrik Andersson - Moa Olsson                          | 55 min 33 s 200 |
| 5    | États-Unis - Julia Kern - Hunter Wonders - Zane Fields - Hailey Swirbul                            | 55 min 35 s 100 |
| 6    | France - Juliette Ducordeau - Hugo Lapalus - Flora Dolci - Arnaud Chautemps                        | 55 min 57 s 300 |
| 7    | Allemagne - Antonia Fräbel - Janosch Brugger - Richard Leupold - Coletta Rydzek                    | 56 min 14 s 600 |
| 8    | Finlande - Vilma Nissinen - Aleksi Parttimaa - Emmi Lamsa - Remi Lindholm                          | 56 min 45 s 900 |

L'épreuve a eu lieu le 7 mars.
15 équipes ont pris le départ.

## Ski de fond juniors

### Épreuves masculines

#### Sprint, style libre
| Rang | Athlète          |
| ---- | ---------------- |
| 1    | Ansgar Evensen   |
| 2    | Valerio Grond    |
| 3    | Maxim Cervinka   |
| 4    | Sergei Volkov    |
| 5    | Anian Sossau     |
| 6    | Ben Ogden        |
| 7    | Cei Schumacher   |
| 8    | Miska Poikkimaki |
| 9    | Edvin Anger      |
| 10   | Dmitriy Zhul     |
| 11   | Tomas De Luke    |
| 12   | Vladimir Rybkin  |

L'épreuve a eu lieu le 29 février.
97 fondeurs au départ.

#### 10 km classique
| Rang | Athlète               | Temps           |
| ---- | --------------------- | --------------- |
| 1    | Cei Schumacher        | 26 min 31 s 700 |
| 2    | Friedrich Moch        | 26 min 36 s 200 |
| 3    | Davide Graz           | 26 min 38 s 400 |
| 4    | Dmitriy Zhul          | 26 min 48 s 400 |
| 5    | David Thorvik         | 27 min 5 s 700  |
| 6    | Martin Kirkeberg Mörk | 27 min 15 s 200 |
| 7    | Jan-Friedrich Dörks   | 27 min 15 s 700 |
| 8    | Jacob De La Rate      | 27 min 17 s 700 |
| 9    | Ben Ogden             | 27 min 21 s 500 |
| 10   | Luke Jager            | 27 min 22 s 300 |

L'épreuve a eu lieu le 2 mars.
99 fondeurs au départ.

#### 30 km style libre, départ en ligne
| Rang | Athlète                | Temps               |
| ---- | ---------------------- | ------------------- |
| 1    | Iver Tildheim Andersen | 1 h 13 min 39 s 000 |
| 2    | Friedrich Moch         | 1 h 13 min 48 s 400 |
| 3    | Martin Kirkeberg Mörk  | 1 h 14 min 11 s 800 |
| 4    | Remi Drolet            | 1 h 14 min 22 s 200 |
| 5    | Gus Schumacher         | 1 h 14 min 35 s 100 |
| 6    | Davide Graz            | 1 h 14 min 41 s 300 |
| 7    | Lars Agnar Hjelmeset   | 1 h 15 min 9 s 800  |
| 8    | Victor Lovera          | 1 h 15 min 24 s 800 |
| 9    | William Poromaa        | 1 h 16 min 1 s 500  |
| 10   | Sabin Coupat           | 1 h 16 min 1 s 700  |

L'épreuve a eu lieu le 4 mars.
73 fondeurs ont pris le départ.

#### 4 × 5 km par équipes
| Rang | Équipe                                                                       | Temps total     |
| ---- | ---------------------------------------------------------------------------- | --------------- |
| 1    | États-Unis - Luke Jager - Ben Ogden - Johnny Hagenbuch - Gus Schumacher      | 54 min 54 s 900 |
| 2    | Canada - Xavier McKeever - Olivier Leveille - Thomas Stephen - Remi Drolet   | 55 min 30 s 400 |
| 3    | Italie - Michele Gasperi - Davide Graz - Giovanni Tivco - Francesco Manzoni  | 55 min 50 s 300 |
| 4    | Suisse - Nicola Wigger - Avelino Näpflin - Cla-Ursin Nufer - Valerio Grond   | 56 min 29 s 300 |
| 5    | France - Gaspard Rousset - Sabin Coupat - Victor Lovera - Mathieu Goalabre   | 56 min 33 s 700 |
| 6    | Russie - Artem Maximov - Dmitriy Zhul - Andrei Kusnezov - Sergei Volkov      | 56 min 39 s 000 |
| 7    | Allemagne - Jakob Milz - Jan-Friedrich Dörks - Anian Sossau - Friedrich Moch | 56 min 40 s 400 |
| 8    | Pologne - Dawid Damian - Robert Bugara - Sebastian Bryja - Piotr Sobiczewski | 57 min 19 s 700 |

L'épreuve a eu lieu le 6 mars.
18 équipes ont pris le départ.

### Épreuves féminines

#### Sprint, style libre
| Rang | Athlète                 |
| ---- | ----------------------- |
| 1    | Louise Lindström        |
| 2    | Izabela Marcisz         |
| 3    | Siri Wigger             |
| 4    | Elena Rise Johnsen      |
| 5    | Helene Marie Fossesholm |
| 6    | Jasmin Kahara           |
| 7    | Monika Skinder          |
| 8    | Lisa Lohmann            |
| 9    | Hanne Wilberg Rofstad   |
| 10   | Tilde Baangman          |
| 11   | Moa Hansson             |
| 12   | Veronika Stepanova      |

L'épreuve a eu lieu le 29 février.
88 fondeuses au départ.

#### 5 km classique
| Rang | Athlète                 | Temps           |
| ---- | ----------------------- | --------------- |
| 1    | Helene Marie Fossesholm | 13 min 49 s 100 |
| 2    | Lisa Lohmann            | 14 min 4 s 800  |
| 3    | Izabela Marcisz         | 14 min 17 s 200 |
| 4    | Emilie Jeantet          | 14 min 20 s 400 |
| 5    | Dinigeer Yilamujiang    | 14 min 25 s 500 |
| 6    | Märta Rosenberg         | 14 min 27 s 100 |
| 7    | Barbora Havlíčková      | 14 min 28 s 100 |
| 8    | Louise Lindström        | 14 min 29 s 100 |
| 9    | Veronika Stepanova      | 14 min 30 s 000 |
| 10   | Elena Rise Johnsen      | 14 min 31 s 300 |

L'épreuve a eu lieu le 2 mars.
87 fondeuses au départ.

#### 15 km, style libre, départ en ligne
| Rang | Athlète                 | Temps           |
| ---- | ----------------------- | --------------- |
| 1    | Helene Marie Fossesholm | 35 min 55 s 600 |
| 2    | Izabela Marcisz         | 37 min 4 s 900  |
| 3    | Siri Wigger             | 37 min 6 s 200  |
| 4    | Patrīcija Eiduka        | 37 min 7 s 800  |
| 5    | Sophia Laukli           | 37 min 22 s 100 |
| 6    | Louise Lindström        | 37 min 24 s 500 |
| 7    | Anja Weber              | 37 min 26 s 700 |
| 8    | Julie Pierrel           | 37 min 28 s 100 |
| 9    | Novie McCabe            | 37 min 28 s 600 |
| 10   | Tove Ericsson           | 37 min 28 s 800 |

L'épreuve a eu lieu le 4 mars.
81 fondeuses ont pris le départ.

#### 4 × 3,3 km par équipes
| Rang | Athlète                                                                                                   | Temps total     |
| ---- | --- | --------------- |
| 1    | Suisse - Nadja Kälin - Siri Wigger - Anja Weber - Anja Lozza                                              | 35 min 8 s 600  |
| 2    | États-Unis - Sydney Palmer-Leger - Kendall Kramer - Sophia Laukli - Novie McCabe                          | 35 min 13 s 500 |
| 3    | Suède - Tilde Baangman - Märta Rosenberg - Tove Ericsson - Louise Lindström                               | 35 min 22 s 800 |
| 4    | Italie - Nicole Monsorno - Emilie Jeantet - Valentina Maj - Martina di Centa                              | 35 min 53 s 200 |
| 5    | Russie - Anastasiya Faleeva - Nataliya Mekryukova - Olga Zhouludeva - Veronika Stepanova                  | 35 min 59 s 700 |
| 6    | Norvège - Kristin Austgulen Fosnæs - Hanne Wilberg Rofstad - Elena Rise Johnsen - Helene Marie Fossesholm | 36 min 17 s 500 |
| 7    | France - Julie Pierrel - Maëlle Veyre - Lou Reynaud - Amélie Suiffet                                      | 36 min 32 s 200 |
| 8    | Finlande - Hanna Ray - Siiri Kaijansinkko - Ida Haapala - Jasmin Kahara                                   | 36 min 33 s 200 |

L'épreuve a eu lieu le 6 mars.
18 équipes ont pris le départ.

## Combiné nordique juniors

### Épreuves masculines

#### Gundersen (tremplin normal, HS 105/10 km)
| Rang | Athlète                | Points | Temps total     |
| ---- | ---------------------- | ------ | --------------- |
| 1    | Jens Lurås Oftebro     | 132,3  | 24 min 0 s 100  |
| 2    | Johannes Lamparter     | 113,0  | 25 min 14 s 500 |
| 3    | Gaël Blondeau (de)     | 103,0  | 26 min 5 s 900  |
| 4    | Rok Jelen              | 111,8  | 26 min 5 s 900  |
| 5    | Christian Frank        | 115,5  | 26 min 7 s 400  |
| 6    | Stefan Rettenegger     | 106,6  | 26 min 17 s 200 |
| 7    | Sebastian Østvold (de) | 115,5  | 26 min 39 s 700 |
| 8    | Mattéo Baud            | 100,4  | 26 min 42 s 800 |
| 9    | Atte Kettunen          | 102,9  | 26 min 45 s 400 |
| 10   | Stefano Radovan        | 098,8  | 26 min 46 s 000 |

L'épreuve a eu lieu le 4 mars.
58 combinés au départ.

#### Par équipes (tremplin normal HS 105/4 × 5 km)
| Rang | Équipe                                                                                   | Points | Temps total     |
| ---- | ---------------------------------------------------------------------------------------- | ------ | --------------- |
| 1    | Autriche - Stefan Rettenegger - Thomas Rettenegger - Johannes Lamparter - Fabio Obermeyr | 493,4  | 47 min 23 s 500 |
| 2    | France - Maël Tyrode - Edgar Vallet - Matteo Baud - Gaël Blondeau                        | 477,8  | 47 min 59 s 400 |
| 3    | Norvège - Emil Ottesen - Marius Solvik - Sebastian Østvold - Andreas Skoglund            | 453,6  | 48 min 1 s 700  |
| 4    | Allemagne - Nick Siegemund - Luis Lehnert - David Mach - Christian Frank                 | 444,1  | 48 min 6 s 200  |
| 5    | Finlande - Wille Karhumaa - Perttu Reponen - Waltteri Karhumaa - Otto Niittykoski        | 462,3  | 48 min 30 s 000 |
| 6    | Japon - Yuya Yamamoto - Daimatsu Takehana - Shogo Azegami - Kodai Kimura                 | 451,3  | 49 min 3 s 900  |

L'épreuve a eu lieu le 8 mars.
13 équipes ont pris le départ.

### Épreuve féminine
Gundersen (tremplin normal HS 105/5 km)
| Rang | Athlète              | Points | Temps total     |
| ---- | -------------------- | ------ | --------------- |
| 1    | Jenny Nowak          | 118,7  | 14 min 12 s 300 |
| 2    | Gyda Westvold Hansen | 112,3  | 14 min 57 s 500 |
| 3    | Lisa Hirner          | 102,0  | 15 min 3 s 500  |
| 4    | Marie Gerboth        | 104,1  | 15 min 10 s 200 |
| 5    | Marte Leinan Lund    | 094,8  | 15 min 14 s 000 |
| 6    | Sana Azegami         | 101,5  | 15 min 14 s 400 |
| 7    | Léna Brocard         | 104,5  | 15 min 20 s 600 |
| 8    | Ayane Miyazaki       | 097,5  | 15 min 39 s 000 |
| 9    | Anju Nakamura        | 080,1  | 15 min 48 s 100 |
| 10   | Annika Sieff         | 092,6  | 15 min 59 s 900 |

L'épreuve a eu lieu le 4 mars.
34 combinées au départ.

### Épreuve mixte par équipes
Tremplin normal, HS 105 — 5 km, 2 × 2,5 km, 5 km
| Rang | Équipe                                                                                         | Points | Temps total     |
| ---- | ---------------------------------------------------------------------------------------------- | ------ | --------------- |
| 1    | Norvège - Sebastian Østvold (no) - Marte Leinan Lund - Gyda Westvold Hansen - Andreas Skoglund | 106,9  | 41 min 15 s 600 |
| 2    | Allemagne - Christian Frank - Maria Gerboth - Jenny Nowak - David Mach                         | 099,6  | 41 min 48 s 200 |
| 3    | Japon - Daimatsu Takehana (de) - Ayane Miyazaki - Anju Nakamura - Kodai Kimura (de)            | 089,2  | 42 min 18 s 400 |
| 4    | Autriche - Johannes Lamparter - Lisa Hirner - Sigrun Kleinrath - Manuel Einkemmer (de)         | 084,0  | 42 min 25 s 800 |
| 5    | Italie - Stefano Radovan - Annika Sieff - Daniela Dejori - Iacopo Bortolas                     | 073,5  | 42 min 37 s 100 |
| 6    | Russie - Eduard Schirnoff - Glafira Noskova - Alexandra Glazunova - Alexander Milanin          | 092,3  | 44 min 25 s 300 |

L'épreuve a eu lieu le 6 mars.
11 équipes nationales ont pris de départ.

## Saut à ski juniors

### Épreuves masculines

#### Tremplin normal
| Rang | Athlète               | Longueur 1 | Longueur 2 | Points |
| ---- | --------------------- | ---------- | ---------- | ------ |
| 1    | Peter Resinger        | 108,0 m    | 098,0 m    | 238,3  |
| 2    | Sander Vossan Eriksen | 092,5 m    | 108,0 m    | 230,9  |
| 3    | Mark Hafnar           | 108,5 m    | 095,0 m    | 228,5  |
| 4    | Žak Mogel             | 106,0 m    | 097,0 m    | 224,3  |
| 5    | Marco Wörgötter       | 095,5 m    | 095,5 m    | 218,5  |
| 6    | Kilian Märkl          | 089,0 m    | 106,0 m    | 216,2  |
| 7    | Philipp Raimund       | 096,0 m    | 094,5 m    | 214,1  |
| 8    | David Haagen          | 102,5 m    | 092,0 m    | 212,0  |
| 9    | Tomasz Pilch          | 102,5 m    | 090,0 m    | 211,4  |
| 10   | Mathis Contamine      | 100,0 m    | 091,5 m    | 200,6  |

L'épreuve a eu lieu le 5 mars.
65 sauteurs ont pris part à l'épreuve.

#### Tremplin normal par équipes
| Rang | Équipe                                                                                 | Longueur 1                        | Longueur 2                        | Points |
| ---- | -------------------------------------------------------------------------------------- | --------------------------------- | --------------------------------- | ------ |
| 1    | Slovénie Žak Mogel Jan Bombek Jernej Presečnik Mark Hafnar                             | 0 91,5 m 099,5 m 103,5 m 107,5 m  | 0 99,0 m 104,0 m 104,0 m 082,0 m  | 900,3  |
| 2    | Autriche Peter Resinger Josef Ritzer David Haagen Marco Wörgötter                      | 0 100,5 m 089,5 m 092,0 m 099,0 m | 0 104,5 m 095,5 m 101,0 m 100,0 m | 871,3  |
| 3    | Allemagne Luca Roth Claudio Haas Kilian Märkl Philipp Raimund                          | 0 96,5 m 084,5 m 087,5 m 096,0 m  | 0 103,0 m 091,0 m 099,0 m 102,0 m | 833,2  |
| 4    | Norvège Bendik Jakobsen Heggli Jens Gaarder Ole Kristian Baarset Sander Vossan Eriksen | 0 91,0 m 083,5 m 089,0 m 101,5 m  | 0 97,0 m 097,5 m 094,5 m 102,0 m  | 813,3  |
| 5    | Japon Ryūsei Ikeda Sota Kudō Ren Nikaidō Shinnosuke Fujita                             | 0 93,5 m 082,5 m 095,0 m 090,0 m  | 0 94,0 m 085,5 m 097,0 m 094,0 m  | 759,2  |
| 6    | Russie Maxim Kolobow Alexander Loginow Danil Sadrejew Ilja Mankow                      | 0 91,0 m 085,5 m 082,5 m 097,5 m  | 0 83,5 m 090,5 m 099,5 m 096,0 m  | 737,7  |

L'épreuve a eu lieu le 7 mars.
13 équipes ont pris le départ.

### Épreuves féminines

#### Tremplin normal
| Rang | Athlète              | Longueur 1 | Longueur 2 | Points |
| ---- | -------------------- | ---------- | ---------- | ------ |
| 1    | Marita Kramer        | 099,0 m    | 101,0 m    | 238,9  |
| 2    | Thea Minyan Bjørseth | 103,0 m    | 090,0 m    | 246,5  |
| 3    | Lara Malsiner        | 093,5 m    | 101,0 m    | 211,9  |
| 4    | Lisa Eder            | 088,5 m    | 097,0 m    | 207,7  |
| 5    | Kotra Komar          | 094,0 m    | 090,0 m    | 199,6  |
| 6    | Selina Freitag       | 090,0 m    | 091,5 m    | 194,9  |
| 7    | Lidiia Iakovleva     | 083,5 m    | 104,5 m    | 192,9  |
| 8    | Kinga Rajda          | 083,5 m    | 100,0 m    | 192,8  |
| 9    | Irma Makhinia        | 090,0 m    | 101,5 m    | 188,5  |
| 10   | Jerneja Brecl        | 079,5 m    | 104,0 m    | 179,2  |

L'épreuve a eu lieu le 5 mars.
60 sauteuses ont pris part à la compétition.

#### Tremplin normal par équipes
| Rang | Athlète                                                                              | Longueur 1                       | Longueur 2                       | Points |
| ---- | ------------------------------------------------------------------------------------ | -------------------------------- | -------------------------------- | ------ |
| 1    | Autriche Lisa Eder Vanessa Moharitsch Julia Mühlbacher Marita Kramer                 | 0 97,5 m 093,0 m 096,0 m 096,0 m | 0 98,5 m 086,0 m 092,0 m 102,5 m | 800,7  |
| 2    | Slovénie Jerneja Brecl Lara Logar Jerneja Repinc Zupančič Kotra Komar                | 0 92,0 m 068,5 m 095,5 m 100,0 m | 0 98,5 m 087,5 m 098,5 m 095,0 m | 740,5  |
| 3    | Allemagne Michelle Göbel Josephin Laue Pia Lilian Kübler Selina Freitag              | 0 80,5 m 083,5 m 095,5 m 092,0 m | 0 86,0 m 096,5 m 092,0 m 092,0 m | 708,5  |
| 4    | Russie Anna Shpyneva Kristina Prokopjewa (pl) Irma Makhinia Lidiia Iakovleva         | 0 89,0 m 091,5 m 066,0 m 075,0 m | 0 91,5 m 092,0 m 106,5 m 091,5 m | 692,7  |
| 5    | Norvège Nora Midtsundstad Eirin Maria Kvandal Karoline Skatvedt Thea Minyan Bjørseth | 0 74,5 m 100,0 m 093,5 m 090,5 m | 0 75,5 m 095,5 m 091,0 m 098,5 m | 679,3  |
| 6    | Italie Jessica Malsiner Martina Ambrosi Annika Sieff Lara Malsiner                   | 0 87,0 m 078,5 m 092,5 m 090,0 m | 0 83,0 m 078,0 m 093,0 m 100,0 m | 664,4  |

L'épreuve a eu lieu le 7 mars.
10 équipes ont pris le départ.

### Épreuve mixte par équipes
Disputée sur tremplin normal
| Rang | Athlète                                                                                       | Longueur 1                       | Longueur 2                       | Points |
| ---- | --------------------------------------------------------------------------------------------- | -------------------------------- | -------------------------------- | ------ |
| 1    | Autriche Lisa Eder Marco Wörgötter Marita Kramer Peter Resinger                               | 0 83,0 m 102,0 m 097,5 m 103,5 m | 0 98,5 m 100,0 m 098,5 m 103,0 m | 1023,3 |
| 2    | Norvège Eirin Maria Kvandal Bendik Jakobsen Heggli Thea Minyan Bjørseth Sander Vossan Eriksen | 0 92,0 m 098,0 m 096,0 m 100,5 m | 0 89,0 m 098,5 m 097,5 m 103,5 m | 1021,7 |
| 3    | Slovénie Jerneja Brecl Jan Bombek Kotra Komar Mark Hafnar                                     | 0 82,0 m 108,0 m 091,5 m 097,5 m | 0 94,0 m 108,0 m 091,0 m 102,0 m | 986,0  |
| 4    | Allemagne Pia Lilian Kübler Philipp Raimund Selina Freitag Luca Roth                          | 0 82,0 m 100,5 m 081,5 m 085,5 m | 0 90,5 m 098,5 m 095,0 m 102,0 m | 926,3  |
| 5    | Russie Lidija Jakowlewa Danil Sadrejew Irma Makhinia Ilja Mankow                              | 0 87,5 m 098,5 m 086,0 m 092,5 m | 0 96,5 m 088,0 m 074,0 m 099,0 m | 887,3  |
| 6    | France Joséphine Pagnier Valentin Foubert Lucile Morat Mathis Contamine                       | 0 91,5 m 094,0 m 082,5 m 100,0 m | 0 88,0 m 093,5 m 084,5 m 100,0 m | 883,0  |

L'épreuve a eu lieu le 8 mars.
15 équipes ont pris le départ.

## Liens
- Site officiel des Championnats du monde juniors 2020